# Bernd Manuel Weischer
Bernd Manuel Weischer (* 20. Mai 1937 in Oelde) ist ein deutscher Orientalist.

## Leben
Weischer wurde 1937 in Oelde geboren. Nach dem Abitur 1958 studierte er von 1959 bis 1965  Philosophie, Katholische Theologie und Orientalistik  an der Albertus-Magnus-Akademie Walberberg, der Universität Bonn und an der Universität Tunis. 1962 erwarb er das Lizenziat in Philosophie. 1965 promovierte Weischer zum Dr. phil. auf dem Gebiet des Christlichen Orients an der Universität Bonn. !966 arbeitete er als wissenschaftlicher Redakteur in Köln.
Von 1967 bis 1970 war er Forschungsstipendiat der Deutschen Forschungsgemeinschaft. In dieser Zeit machte er ein Zweitstudium in Theologie, Religionsgeschichte und Semitistik an der Universität Freiburg. 1969 promovierte er zum Dr. theol. an der Universität Freiburg auf dem Gebiet der historischen Theologie.

## Vortragstätigkeit
Von 1969 bis 1970 hielt er Vorträge in Rabat, Fès, Algier, Tunis, Tripolis über die islamische Mystik und in Asmara und Addis Abeba über altchristliche äthiopische Literatur und Geschichte.
Von 1971 bis 1974 hatte er einen Werkvertrag des Goethe-Instituts für Nordafrika (Sitz: Casablanca) und hielt als Gastprofessor Vorlesungsreihen an den Universitäten Taipei (College of Chinese Culture), Karatschi (Philosophical Department), Lahore (Oriental College) und Vorträge in Teheran, Isfahan, Schiraz, Meshed, Kabul, Islamabad, Rawalpindi, Kuweit, Doha und Abu Dhabi.
1972 wurde er zum Professor h. c. der China-Academy (Taipei) ernannt und hielt Gastvorträge an den Universitäten: Hongkong (New Asia- und Chung-Chi-College), Bandung, Djakarta (Islamic Institute), Jogjakarta (Islamic Institute), Kuala Lumpur (Malays. Univ.), Penang (Universität), Bangkok (Siam Society), Kabul (Universität). Von 1975 bis 1979 war er wissenschaftlicher Mitarbeiter und Lehrbeauftragter für die Kunde des Christlichen Orients an der Universität Hamburg, sowie weitere Gastvorträge in Damaskus (Arabische Akademie der Wissenschaften), Amman (Universität), Sanaa (Nationalbibliothek), Kuweit, Doha, Schiraz und Teheran (Universitäten) über islamische Mystik.
Nach der Habilitation 1977  zum Thema „Eine äthiopische Sammlung von Homilien und Briefen zum Konzil von Ephesos (431)“ wurde er zum Privatdozenten in Hamburg ernannt, nahm am Iqbal-Kongress in Lahore teil und hielt Vorträge in Teheran, Karachi, Doha und Abu Dhabi. 
1979 unternahm er Vortragsreisen nach Marokko und Senegal und nahm an einem Handschriftenprojekt im Jemen teil. Von 1980 bis 1981 war er Gastprofessor an der Ain-Schams-Universität. Von 1980 bis 1985 war er Repräsentant der Konrad-Adenauer-Stiftung in Tunis und war weiterhin auf Vortragsreisen in Kairo, Rabat und Dakar (Teilnahme an Kolloquien in Libreville, Nairobi, Dakar, Amman, Kairo und Harare). Von 1985 bis 1998 war er Repräsentant der Konrad-Adenauer-Stiftung in Rabat. Vorträge in Dakar, diplomatische Aktivitäten; (Teilnahme an Kolloquien in Dakar, Nairobi, Windhuk, Agadir, Rabat, Alexandria, Ankara und Istanbul). Von 1999 bis 2007 lehrte er als Professor an der „Faculté des Lettres et des Sciences Humaines“ der Universität Rabat.

## Auszeichnungen
Am 16. Juli 1998 wurde Weischer der marokkanische Verdienstorden Ouissam Alaouite (Grad: Offizier) verliehen.

## Werke (Auswahl)
- Qērellos. Steiner, Wiesbaden.
  - 1. Der Prosphonetikos „Über den rechten Glauben“ des Kyrillos von Alexandrien an Theodosios II. (= Afrikanistische Forschungen. Band 7). 1973, OCLC 249042829.
  - 2. Einleitung mit christologischem Florilegium. (Aethiopistische Forschungen. Band 31). 1993, ISBN 3-515-05581-9
  - 3. Der Dialog „Dass Christus einer ist“ des Kyrillos von Alexandrien. (Aethiopistische Forschungen' Band 2). 1977, ISBN 3-515-02405-0
  - 4,1. Homilien und Briefe zum Konzil von Ephesos. (Aethiopistische Forschungen. Band 4). 1979, ISBN 3-515-02746-7
  - 4,2. Traktate des Epiphanios von Zypern und des Proklos von Kyzikos. (Aethiopistische Forschungen. Band 6). 1979, ISBN 3-515-02835-8.
  - 4,3. Traktate des Serverianos von Gabala, Gregorios Thaumaturgos und Kyrillos von Alexandrien. (Aethiopistische Forschungen. Band 7). 1980, ISBN 3-515-03046-8
- (Hrsg.): Heart's witness. The Sufi Quatrains of Awḥaduddīn Kirmānī. (Intišārāt-i Anǧuman-i Šāhanšāhī-i Falsafa-i Īrān. Band 40). Imperial Iranian Academy of Philosophy, Tehran 1978, ISBN 0-87773-719-3
- Dialoge mit dem Islam. Autobiographische Reflexionen. Diagonal-Verlag, Marburg 2008, ISBN 978-3-939346-05-0
  - Un orientaliste allemand dialogue avec l'Islam. Sandre, Marburg 2008, ISBN 978-2-35821-000-3